# 심층 신뢰 신경망
심층 신뢰 신경망(Deep belief network, DBN)은 기계 학습에서 생성적 그래픽 모델이거나 심층 신경망 클래스로, 여러 레이어의 잠재 변수("숨겨진 단위")로 구성되며 레이어 간 연결은 있지만 각 레이어 내 유닛 간 연결은 없다.
지도 없이 일련의 사례에 대해 훈련을 받으면 DBN은 입력을 확률적으로 재구성하는 방법을 배울 수 있다. 그런 다음 레이어는 특징 탐지기 역할을 한다. 이 학습 단계 후에는 분류를 수행하기 위해 감독을 통해 DBN을 추가로 훈련할 수 있다.
DBN은 제한된 볼츠만 머신(RBM) 또는 자동 인코더와 같은 단순하고 감독되지 않는 네트워크의 구성으로 볼 수 있으며, 여기서 각 하위 네트워크의 숨겨진 레이어는 다음 네트워크의 가시 레이어 역할을 한다. RBM은 "가시적" 입력 레이어와 숨겨진 레이어가 있고 레이어 내부가 아닌 레이어 간 연결이 있는 무향 생성 에너지 기반 모델이다. 이 구성은 레이어의 "가장 낮은" 쌍(가장 낮은 가시 레이어는 트레이닝 세트임)부터 시작하여 대조 발산이 각 하위 네트워크에 차례로 적용되는 빠른 레이어별 비지도 훈련 절차로 이어진다.
DBN이 한 번에 한 계층씩 탐욕스럽게 훈련될 수 있다는 관찰은 최초의 효과적인 딥러닝 알고리즘 중 하나로 이어졌다.:6 전반적으로, 실제 응용 및 시나리오에서 DBN의 매력적인 구현 및 사용이 많이 있다(예: 뇌전도, 약물 발견).

## 같이 보기
- 베이즈 네트워크
- 딥 러닝